# Discozerconidae
Famille
Les Discozerconidae sont une famille d'acariens mesostigmates. On connaît trois genres et quatre espèces.

## Liste des genres
- Discozercon Berlese, 1910
- Discomegistus Trägårdh, 1911
- Berzercon Seeman & Baker, 2013

## Taxinomie
Cette famille est classée dans le sous-ordre des Sejida, les Heterozerconina étant placés en synonymie. 

## Publication originale
- Berlese, 1910 : Brevi diagnosi di generi e specie nuovi di Acari. Redia, vol. 6, no 2, p. 346-388 (texte intégral).